# Setovelleda similis
Setovelleda similis är en skalbaggsart som beskrevs av Stefan von Breuning 1986. Setovelleda similis ingår i släktet Setovelleda och familjen långhorningar. Inga underarter finns listade i Catalogue of Life.